# Conferências Pugwash sobre Ciência e Negócios Mundiais
As Conferências Pugwash sobre Ciência e Negócios Mundiais, em inglês Pugwash Conferences on Science and World Affairs, é uma organização internacional que congrega professores e personalidades públicas, a fim de reduzir a ameaça de conflitos armados e procurar soluções para a segurança global. Foi fundada por Joseph Rotblat e Bertrand Russell em 1957 em Pugwash, Canadá, após a publicação do Manifesto Russell-Einstein, em 1955.
Recebeu o Nobel da Paz de 1995, juntamente com Joseph Rotblat, pelos seus esforços no desarmamento nuclear.